# 广州保利国际广场
广州保利国际广场（英語：Guangzhou Poly International Plaza），是一栋位于中国广东省广州市海珠区的摩天大楼，于2007年建成。